# Strato van Lampsacus

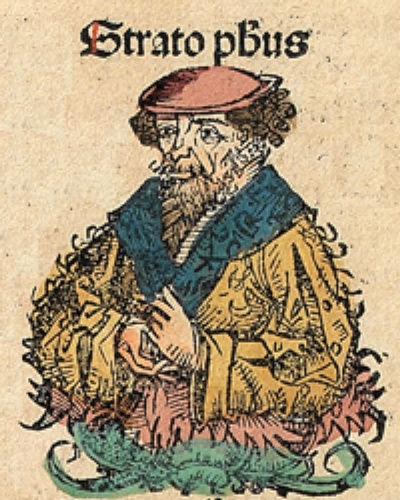
Strato van Lampsacus (uitgaven van 'iber Chronicarum, Rijksmuseum Amsterdam$

Strato van Lampsacus, ook Straton (Oudgrieks Στράτων) (ca. 335 v.Chr. - ca. 269 v.Chr.) was een peripatetisch filosoof.
Na de dood van Theophrastus werd Strato de derde scholarch (bestuurder) van het Lyceum. Hij wijdde zich vooral aan de studie van de natuurwetenschappen. Hij benadrukte de naturalistische elementen in het gedachtegoed van Aristoteles op een zodanige wijze, dat hij bij het ontstaan en constructie van het universum geen rol meer zag weggelegd voor de goden. Hij gaf er de voorkeur aan het bestuur van het universum alleen te zoeken in onbewuste natuurkrachten.

## Leven
Strato, de zoon van Arcesilaus of Arcesius, werd tussen 340 en 330 v.Chr. geboren in de aan de Dardanellen gelegen stad Lampsacus, het tegenwoordige Lapseki. Het is niet onmogelijk dat hij tussen 310 en 306, tijdens zijn periode van lesgeven in Lampsacus, Epicurus heeft gekend. Hij ging naar de school van Aristoteles in Athene, waarna hij uit Athene naar Alexandrië vertrok, waar hij de leermeester werd van Ptolemaeus II Philadelphus en ook onderwijs gaf aan Aristarchus van Samos. Hij keerde rond 267 v.Chr., na de dood van Theophrastus, terug naar Athene, waar hij tot opvolger van Theophrastus werd gekozen. Hij stierf ergens tussen 270 en 268 v.Chr, en werd als hoofd van het Lyceum opgevolgd door Lyco van Troas.
Strato wijdde zich vooral aan de studie van de natuurwetenschappen. Hij verkreeg of nam (volgens Cicero) de naam Physicus (Oudgrieks Φυσικός) aan. Cicero was zeer over zijn talenten te spreken. Wel verweet Cicero Strato van Lampsacus dat die het belangrijkste deelgebied van de filosofie (althans volgens Cicero), de studie van de deugd en de moraal te veel verwaarloosde. Hij zou zich te veel hebben overgegeven aan de studie van de natuur. In de lange lijst van zijn werken, gegeven door Diogenes Laërtius, gaan een aantal titels over de moraalfilosofie; de grote meerderheid heeft echter duidelijk betrekking op de natuurwetenschappen. Geen van Strato's geschriften heeft de tand des tijds doorstaan. Zijn opvattingen zijn daardoor alleen bekend uit fragmenten, die in de werken van latere schrijvers bewaard zijn gebleven.

## Filosofie

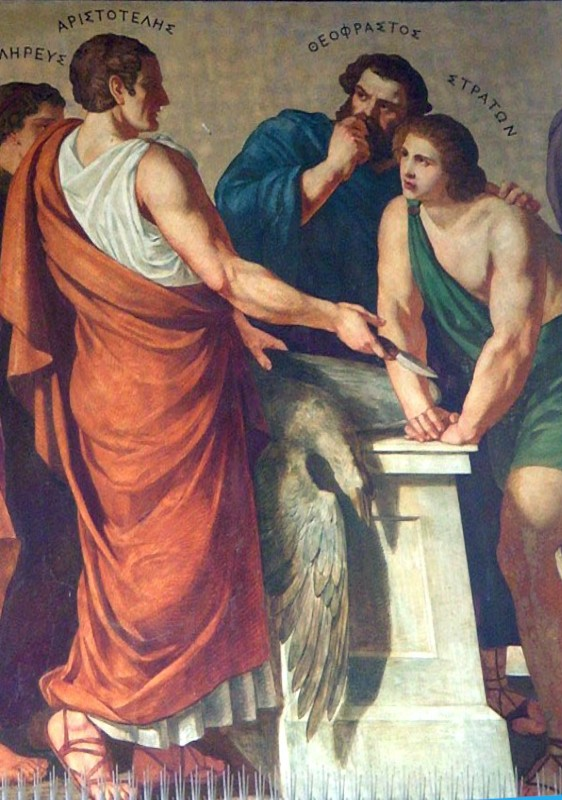
v.l.n.r. Demetrius van Phalerum, Aristoteles, Theophrastus en Strato van Lampsacus. Deel van een fresco in de Universiteit van Athene.

Strato benadrukte de noodzaak van exact onderzoek. Als een voorbeeld hiervan wees hij op de waarneming hoe water, dat uit een tuit valt, in aparte druppels opbreekt. Dat voerde hij aan als een bewijs dat vallende lichamen versnellen.
Overwegende dat Aristoteles tijd definieerde als het numerieke aspect van beweging, voerde Strato aan dat omdat beweging en tijd continu zijn, terwijl getallen discreet zijn, de tijd onafhankelijk van de beweging bestaat. Hij was kritisch over Aristoteles' concept van plaats als een omringend oppervlak. Strato omschreef het begrip plaats liever als de ruimte die een ding inneemt. Hij verwierp ook het bestaan van Aristoteles' vijfde element, de "ether".
Hij benadrukte de rol van pneuma, ('adem' of 'geest') in de werking van de ziel; zieleactiviteiten worden verklaard doordat het pneuma zich vanuit de 'heersende deel' dat in het hoofd gelegen zou zijn, over het gehele lichaam uitbreidde. Alle sensaties worden in het besturende deel van de ziel, in plaats van in de uiteinden van het lichaam gevoeld; bij alle sensaties  zijn gedachten betrokken en er zijn geen gedachten die niet zijn afgeleid van sensaties. Strato ontkende dat de ziel onsterfelijk was. In die context viel hij de 'bewijzen' aan, die door Plato naar voren waren gebracht in diens Phaedo.
Strato geloofde alle materie uit zeer kleine deeltjes bestond, maar hij verwierp Democritus' theorie van de lege ruimte. Volgens Strato bestaat een leegte, maar alleen in de lege ruimtes tussen  onvolkomen op elkaar aansluitende deeltjes; Ruimte is altijd gevuld met een soort van materie Een dergelijke theorie stond fenomenen zoals compressie toe en liet de penetratie van licht en warmte van ogenschijnlijk vaste lichamen toe.
De ideeën van Strato hebben tot veel controverses aanleiding gegeven, daarover is weinig vastgelegd. Strato lijkt het bestaan van enige god buiten het materiële universum te hebben ontkend, en lijkt de mening te hebben aangehangen dat elk materiedeeltje over een plastische, zwakke kracht beschikte, maar zonder sensatie of intelligentie; en dat het leven, sensatie en intellect slechts vormen, toevalligheden en genegenheden van de materie zijn.
Net zoals de atomisten, (Leucippus en Democritus) voor hem, was Strato van Lampsacus een materialist die geloofde dat al het bestaande in het universum was samengesteld uit materie en energie. Strato was een van de eerste filosofen die een atheïstisch wereldbeeld formuleerde, waarin voor God slechts plaats was in de vorm van de onbewuste natuurkrachten. 
Strato trachtte de Aristoteliaanse teleologie te vervangen door een puur fysische uitleg van de verschijnselen, de onderliggende elementen waarvan hij in warmte en koude vermoedde, met vooral warmte als de werkzame stof. Hoewel Strato's visie op het universum als atheïstisch kan worden gezien, zou hij waarschijnlijk hebben ingestemd met de aanwezigheid van mindere goden binnen het universum. In het kader van de Griekse religie is het onwaarschijnlijk dat hij zich als een atheïst zou hebben beschouwd.

## Moderne tijd
Strato's naam was in de Middeleeuwen en de Renaissance zo goed als onbekend. In de 17e eeuw trad zijn naam echter plotseling op de voorgrond vanwege de veronderstelde overeenkomsten tussen zijn systeem en de pantheïstische inzichten van Spinoza. Ralph Cudworth koos in zijn aanval op het atheïsme in 1678 het systeem van Strato als een van de vier typen van het atheïsme. Hij noemde deze vorm  hylozoïsme, een systeem waar de primitieve materie is begiftigd met een levenskracht. Deze ideeën bereikten Pierre Bayle, die Strato en het 'Stratonisme' adopteerde als een sleutelonderdeel van zijn eigen filosofie. in zijn Continuation des Pensees diverses, gepubliceerd in 1705, werd het Stratonisme door Bayle als het belangrijkste antieke equivalent van Spinozisme ten tonele gevoerd. Volgens Bayle liet Strato alles een vaste volgorde van noodzakelijkheid volgen, ook bestond er geen  aangeboren goedheid of slechtheid in het universum; het universum is geen met intelligentie of intentie begiftigd levend wezen, behalve de natuur bestaat er ook geen goddelijke macht.

## Voetnoten
1. 1 2 3  Dorandi, Tiziano (2005), "Chronology", in Algra, Keimpe; Barnes, Jonathon; Mansfeld, Jaap et al., The Cambridge History of Hellenistic Philosophy, Cambridge University Press, ISBN 0-521-61670-0, blz. 36
2. ↑  Cicero, Acad. Quaest. i. 9; de Finibus, v. 5
3. 1 2 3   Zeller, Nestle, Palmer, 2000, blz. 204
4. ↑   "Dit experiment gaat terug op een passage in. Simplicius van Cilicië zijn Commentary on the Physics, waar gezegd wordt dat Strato van Lampsacus dit "experiment" van het gieten van water vanuit een tuit als bewijs had aangeboden van het feit dat vallende lichamen worden versneld."Grant, 1974, blz. 227
5. ↑   Aristoteles, Physics, 4.11 219b5
6. ↑   Furley, 2003, blz. 156.
7. 1 2   Furley, 2005, blz. 416.
8. ↑  Furley, 2003, blz. 157
9. ↑   Furley, 2005, blz. 417
10. ↑   Furley (2003), blz 162.
11. ↑  Furley (2003), blz. 163
12. ↑   Algra (1995), blz. 58e.v.
13. ↑   Israël (2006), blz. 454.
14. ↑   Israël, 2006, blz. 445
15. ↑  Erdmann, 2002, blz. 101
16. ↑   Israël, 2006, blz. 447
17. ↑   Israël, 2006, blz. 450
18. ↑  Israël, 2006, blz. 451